# Beatriu del Regne Unit (duquessa de Galliera)
Beatriu del Regne Unit, duquessa de Galliera (Eastwell Park de Kent 1884 - Sanlúcar de Barrameda 1966). Princesa del Regne Unit de la Gran Bretanya i d'Irlanda, Princesa de Saxònia-Coburg Gotha, Infanta d'Espanya, Princesa d'Orleans i Duquessa de Galliera.
Nascuda el 20 d'abril de 1884 a la finca rural d'Eastwell Park al comtat de Kent. Filla petita dels ducs d'Edimburg, el príncep Alfred del Regne Unit i la gran duquessa Maria de Rússia. Era per tant neta de la reina Victòria I del Regne Unit i del príncep Albert de Saxònia-Coburg Gotha per via paterna, i del tsar Alexandre II de Rússia i de la princesa Maria de Hessen-Darmstadt per via materna.
Per naixement fou princesa del Regne Unit de la Gran Bretanya i d'Irlanda amb grau d'altesa reial. Passà gran part de la seva infància a Malta on el seu pare servia a la marina anglesa. L'any 1889 s'instal·la amb la seva família a Coburg on el seu pare fou declarat hereu al tron del petit ducat de Saxònia-Coburg Gotha.
L'any 1902 s'enamorà del gran duc i futur tsar per un dia Miquel II de Rússia. El gran duc Miquel era el germà petit i hereu presumible del tsar Nicolau II de Rússia. Malgrat que la relació era corresposta per les dues famílies i l'amor existia entre els dos joves, la religió ortodoxa prohibeix casaments entre cosins primers (els dos joves tenen com a avis el tsar Alexandre II de Rússia i la seva esposa).
Després del desengany va saltar el rumor d'un possible casament amb el rei Alfons XIII d'Espanya, fet que no passà, ja que el jove monarca s'acabà casant amb la princesa Victòria Eugènia de Battenberg. Fou precisament en el casament dels reis espanyol on conegué el que seria el seu espòs.
L'Infant Alfons d'Orleans-Borbó, era el cinquè duc de Galliera, els seus pares eren el príncep Antoni d'Orleans i la infanta Eulàlia d'Espanya, era per tant descendent de la reina Isabel II d'Espanya i del rei Lluís Felip I de França.
El casament de l'infant espanyol amb la princesa britànica era vist amb reticència per a la casa reial espanyola davant de la negativa de la princesa de convertir-se al catolicisme i abandonar la seva fe luterana. La cerimònia tingué lloc a Coburg l'any 1909 i fou oficiada pels dos rituals. La parella s'establí a Coburg, ja que la cort espanyol els agraí que no s'establissin a Espanya, tingueren tres fills:
- SAR el príncep Alfons nat a Coburg l'any 1910 i mort a Sanlúcar de Barrameda l'any 1998. Es casà amb la italiana Carla Parodi di Delfino l'any 1937.
- SAR el príncep Alonso nat a Madrid l'any 1912 i mort en acció durant la Guerra Civil espanyola l'any 1936 a la vora de la població de Ranquillo.
- SAR el príncep Ataülf nat a Madrid l'any 1913 i mort l'any 1973 a Màlaga.

L'any 1912 se'ls hi peremté tornar a Espanya instal·lant-se a Madrid. Famoses foren les aventures del rei Alfons XIII d'Espanya amb la princesa coburguesa. Les relacions arribaren a les orelles de la reina viuda Maria Cristina d'Àustria i sol·licità a la jove que abandonés el país, davant la seva negativa fou el mateix rei qui els envià de nou a l'exili.
Instal·lats al Regne Unit els seus fills s'educaren al Winchester College. Al cap dels anys se'ls perdonà i pogueren tornar a Espanya on establiren una gran propietat rural a Sanlúcar de Barrameda. Durant la guerra civil perderen les seves propietats i es veieren obligats a viure en un estat de pobresa relativa. L'Infant treballà a la Ford General Company de Roma.
Després de la guerra s'establiren de nou a Sanlúcar de Barrameda d'on ja no es mogueren fins a la seva mort l'any 1966 i 1975 respectivament.